# Johann Reusch
Johann Reusch (* um 1523 in Rodach bei Coburg; † 27. Februar 1582 in Wurzen bei Leipzig) war ein deutscher Kantor und Komponist in Meißen und wurde vom Kurfürsten zum Kurfürstlich Sächsischen neubestellten Rat ernannt.

## Leben und Werk
Johann Reusch war um 1538 Schüler von Heinrich Faber in Naumburg. Im Februar 1543 wurde er an der Universität Wittenberg immatrikuliert. Im gleichen Jahr übernahm er in Meißen das Kantoramt der Stadtschule und 1547 der Fürstenschule. Von 1548 bis 1555 war er Rektor der Stadtschule, später Kanzler des Stiftes Wurzen.
Als Komponist galt Reusch als Kontrapunktiker strenger Richtung. Dennoch verarbeitete er bereits seine Themen motivisch. Von seinen Gelegenheitskompositionen sind erhalten: Melodiae odarum G. Fabricii, vierstimmig (1554), Zehen deudscher Psalm Dauids ... vierstimmig (1551 mit einer Vorrede Melanchtons) sowie Motetten in handschriftlicher Überlieferung.
Johann Reusch schrieb das Lehrbuch Elementae musicae practicae (1553).